# NGC 1240
NGC 1240 je dvojna zvijezda u zviježđu Ovnu. 

## Vanjske poveznice
- SEDS: NGC 1240